# Elfriede Ehrenfels

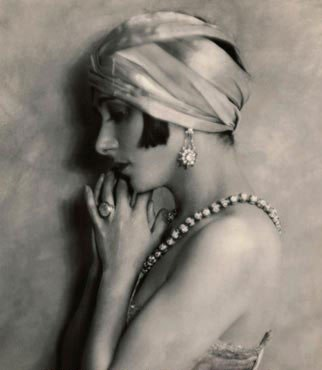
Elfriede Ehrenfels

Elfriede (Frida) Leopoldine Ehrenfels, geborene von Bodmershof (* 28. März 1894 in Triest, Österreich-Ungarn; † 13. Dezember 1982 in Lichtenau im Waldviertel; auch Ehrenfels von Bodmershof) war eine österreichische Schriftstellerin. Sie publizierte unter dem Pseudonym „Kurban Said“ die heute international bekannten Romane Ali und Nino und Das Mädchen vom goldenen Horn. Dass sie selbst die beiden Werke verfasst hat, ist umstritten.

## Leben

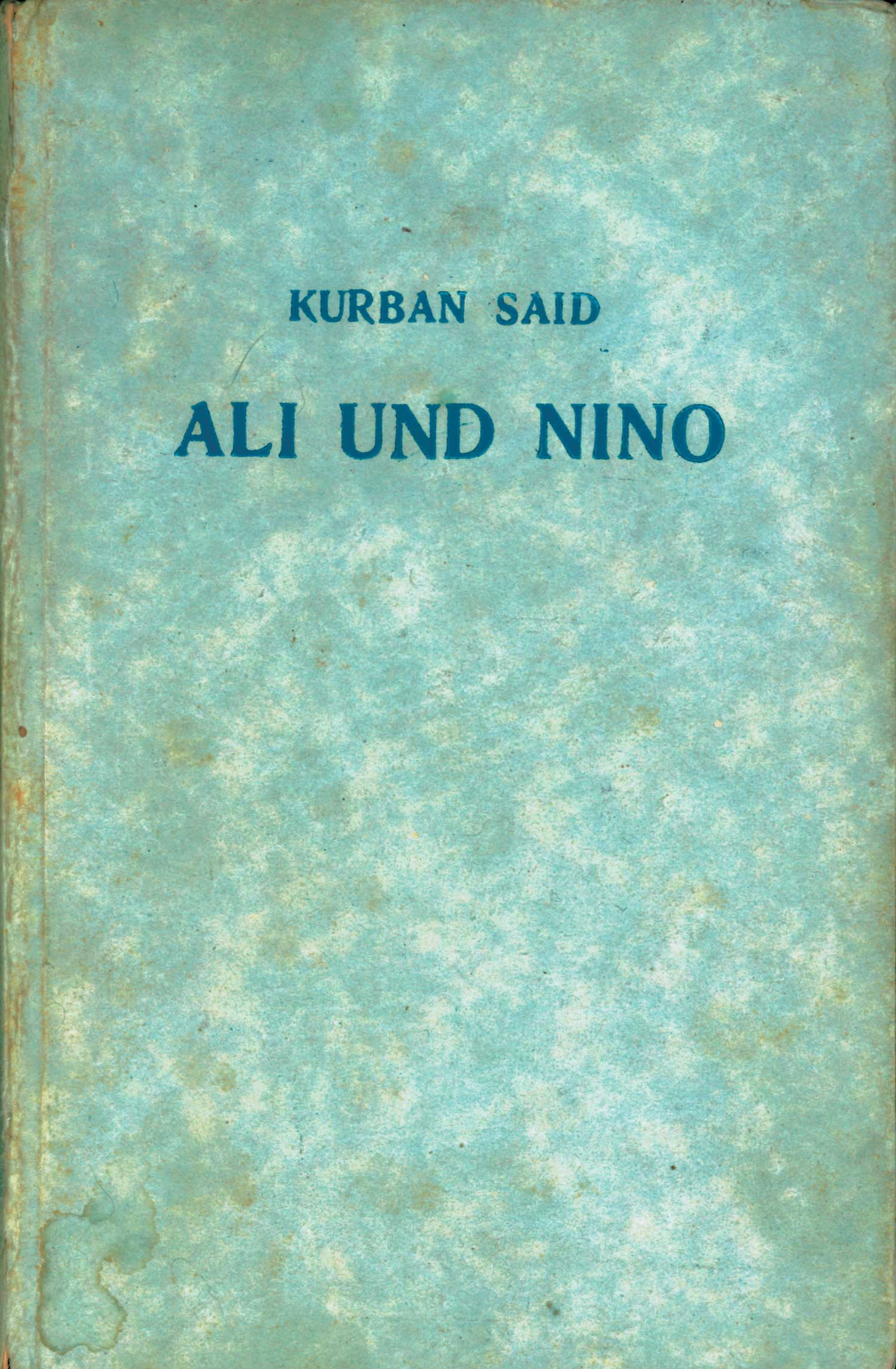
Ali und Nino, Erstausgabe, Verlag E.P. Tal & Co

Die Familie von Bodmershof wurde im Jahre der Geburt von Elfriede durch Kaiser Franz Joseph I. nobilitiert. Elfriedes Vater hatte sich als Finanzprokurator am Kaiserhof verdient gemacht.
Elfriede von Bodmershof heiratete am 17. Dezember 1926 den Anthropologen Rolf Freiherr von Ehrenfels (nach seiner Konversion zum Islam 1927 nannte er sich „Omar“), den Bruder der Schriftstellerin Imma von Bodmershof, die ihrerseits 1925 Elfriedes Bruder Wilhelm von Bodmershof geehelicht hat. Nachdem Omar Rolf 1938 aus Österreich emigrieren musste und Elfriede ihm nicht folgte, wurde die Ehe Ende der 1940er Jahre geschieden.

### „Ali und Nino“. Kontroverse
Elfriede Ehrenfels und ihr Gatte waren mit dem Schriftsteller Lew Nussimbaum befreundet, der unter dem Pseudonym „Mohammed Essad-Bey“ (auch „Esad Be“) schrieb. Als Nussimbaum 1936 in Deutschland Publikationsverbot erhielt, übersiedelte er nach Österreich. Hier erschien dann auch in dem Wiener Verlag E.P. Tal der Roman Ali und Nino unter dem Pseudonym „Kurban Said“ (auch „Qûrbân Saîd“). Diese Geschichte beschreibt die Liebe eines jungen Muslim in Aserbaidschan zu einem christlich erzogenen Mädchen aus Georgien am Vorabend der Russischen Revolution. Seit 2007 erinnert die kinetische Skulptur Nino und Ali im georgischen Batumi an das Paar.  
In älteren Ausgaben von Ali und Nino und in vielen Literaturlexika bis heute wird Kurban Said als Pseudonym der Baronin Elfriede Ehrenfels von Bodmershof angegeben. Der Biograph Lew Nussimbaums, Tom Reiss, schließt die Autorschaft von Elfriede Ehrenfels aber kategorisch aus. Diese wird auch von ihren Erben keineswegs behauptet: Leela Ehrenfels stellt zwar fest, dass die vorhandenen Dokumente eindeutig Elfriede Ehrenfels als Rechteinhaberin des Pseudonyms Kurban Said ausweisen, die Frage der Autorschaft lässt sie aber offen. Es gibt keine eindeutigen Beweise, von wem der Roman letztlich stammt. Die Verträge mit dem Verlag tragen jedoch die Unterschrift von Elfriede Ehrenfels. Nach Ansicht des früheren Rechtsanwalts der Familie, Heinz Barazon, ist eine gemeinsame Autorschaft wahrscheinlich. Nussimbaum, aus Baku stammend und später in Berlin zum Islam übergetreten, könnte die Idee und einige Kapitel beigesteuert haben. Elfriede Ehrenfels befasste sich durch ihren Mann Omar, der schon 1927 zum Islam übergetreten war, ebenfalls mit dem Spannungsfeld, in dem der Roman spielt, und könnte das Buch vollendet haben. In Aserbaidschan, wo das Buch Ali und Nino zu den gern gelesenen Klassikern zählt, wird der Politiker und Schriftsteller Yusif Vəzir Çəmənzəminli mit dem Pseudonym Kurban Said in Verbindung gebracht. Er lebte zwar ebenfalls in den 1920er Jahren in Berlin, konnte aber kaum so gut Deutsch, um einen Roman in dieser Sprache verfassen zu können. 
Ali und Nino wurde in Deutschland wie auch in Österreich ein großer Erfolg und erlebte viele Neuauflagen (im Jahr 2000 bei Ullstein und 2002 bei List), auch der Folgeroman Das Mädchen vom Goldenen Horn wurde 1938 unter diesem Pseudonym vertrieben (zuletzt wiederaufgelegt bei Matthes & Seitz). Allein Ali und Nino soll mittlerweile in 30 Sprachen erschienen sein und über einhundert Neuauflagen erlebt haben. Rechteinhaberin ist Leela Ehrenfels, die Tochter Omar Rolf von Ehrenfels’ und seiner dritten Ehefrau Mireille Abeille, die die Urheberrechte von Elfriede geerbt hatte, nachdem Elfriede Ehrenfels kinderlos verstarb.